# Clark Kent (Smallville)
Clark Kent egy kitalált szereplő a Smallville című amerikai televíziós sorozatban. Első megjelenése a sorozat első, Meteoreső című epizódjában volt. A szereplő állandó megszemélyesítője Tom Welling, akit csak Clark gyermekkori megjelenései alkalmával helyettesítettek más színészek. A eredetileg képregényszereplő Clark Kentet Jerry Siegel író és Joe Shuster rajzló alkották meg 1938-ban, Superman nevű képregényhősük titkos személyazonosságaként. 
A szereplő televízióra való adaptációját Alfred Gough és Miles Millar készítette le 2001-ben, aki így már negyedik alkalommal tűnt fel élőszereplős sorozatban a televíziók képernyőjén. A Gough és Millar által átdolgozott szereplő több, a Smallville-hez kapcsolódó irodalmi és egyéb műben is feltűnt, melyek azonban nem feltétlenül kötődnek szorosan a televíziós sorozat kitalált valóságához és cselekményéhez.
Gough és Millar sorozatában Clark Kent megpróbál normális életet élni, miközben földönkívüli származásának súlyát és azt a bűntudatot cipeli, hogy ezt nem mondhatja el barátainak. Első szerelmével, Lana Langgel való kapcsolata évadról évadra változik, melyet többnyire beárnyékol Clark titka, az őszinteség és a bizalom hiánya kettejük között. A szereplő más médiában való megjelenéseivel ellentétben, a Smallville-ben Clark Kent a sorozat elején Lex Luthor legjobb barátja, akit úgy ismer meg, hogy egy baleset után megmenti az életét. A kettejük közötti baráti kapcsolat azonban idővel fagyossá válik, mígnem halálos ellenségekké válnak. A sorozatban Clark emberfeletti képességei fokozatosan jelennek meg. A Smallville kezdetén nincs tudatában minden képességének és ereje nagyságának; így például hőlátását csak a sorozat második, szuperfújása pedig csak a hatodik évadában képes használni először.
A sorozat alkotóinak az volt a szándéka, hogy a képregényekből megismert Supermant, teljesen „levetkőztessék” és alapjaiból, a szereplő „lényekéből” építsék újjá; esendő, melyen keresztül a közönség megláthatja emberi mivoltát, de ugyanakkor „a velejéig tiszta”. A készítők szándéka szerint, mely a kritikusok figyelmét sem kerülte el, a szereplő a népszerű kultúrában Jézus Krisztus világi megfelelőjének szimbólumává vált. A Clark Kentet alakító Tom Welling a szerepben való megjelenéséért többször volt jelöltje a Teen Choice- és a Szaturnusz-díjnak.

## Megjelenései

### Televíziós sorozat
Clarkot a sorozat első epizódjában Jonathan és Martha Kent (John Schneider és Annette O’Toole) veszi gondozásába, mikor a földönkívüli fiút szállító űrhajó egy meteorzápor kíséretében Smallville városának közelében a földbe csapódik 1989-ben. Tizenkét évvel később a kamasz Clark földönkívüli származása és egyre növekvő emberfeletti ereje tudatában megpróbálja megtalálni helyét a világban. Szintén az első epizódban Clark megmenti a milliárdos Lionel Luthor (John Glover) fiának Lexnek (Michael Rosenbaum) az életét, akivel hamar összebarátkoznak. Az első évad folyamán Clarkra különösképpen nagy lelki terhet ró képességei titokban tartása azoktól, akik körülveszik és akik fontosak a számára. Fél megnyílni első szerelme, Lana Lang (Kristin Kreuk) előtt, mert attól tart, hogy a lány fogja tudni elfogadni őt ha megtudja az igazságot. A második évad Rosetta című epizódban Clark tudomást szerez kriptoni származásáról és örökségéről, beleértve anyanyelvét, a születésekor kapott, „Kal-El” nevét, valamint azt, hogy vér szerinti apja, Jor-El (Terrence Stamp) azt a sorsot szánta neki, hogy uralkodjon a Földön. Clark félelmében, hogy nem lesz képes saját maga irányítani a sorsát, a második évad utolsó epizódjában Smallville-ből Metropolis nagyvárosi forgatagába szökik; elhagyja Lanát, akivel pedig hosszas várakozás után végre romantikus kapcsolta kezd kialakulni. Három hónappal később, a harmadik évad nyitó epizódjában, Clarkot apjának sikerül hazavinnie, aki ennek érdekében alkut köt Jor-Ellel, aminek fejében beleegyezik, hogy átengedi neki Clarkot ha elérkezik az idő. A harmadik évad utolsó epizódjában a Kent farmon feltűnik egy magát Karának nevező nő, aki kriptoninak vallja magát. Miután Kara megjósolja Clarknak, hogy barátai előtt utóbb mind vagy elhagyják vagy elárulják őt, Clark úgy dönt, hogy mindenki számára az lesz a legjobb, ha elhagyja Smallville városát. Mikor Jonathan megpróbál beavatkozni, Jor-El megfenyegeti, hogy megöli őt ha Clark nem hagyja el a várost; hogy megmentse Jonathan életét Clark engedelmeskedik vér szerinti apjának.
Clark a sorozat negyedik évadának első epizódjában, Jor-El által „átprogramozva” tér vissza, és a tudás három köve után kezd kutatni, melyek hozzásegíthetik, hogy beteljesítse végzetét. Clark mindeközben találkozik Lois Lane-nel (Erica Durance), aki azért érkezett a kisvárosba, hogy unokatestvére, Clark egyik legjobb barátjának Chloe Sullivannek (Allison Mack) az állítólagos halála után nyomozzon. Clarknak Martha segítségével sikerül visszaszereznie uralmát maga felett, és megszakítja a kövek utáni kutatást. A negyedik évad utolsó epizódjában egy „hatalmas gonosz” ébred fel az űrben, miután Clark megtagadta Jor-El utasítását, hogy találja meg a három követ. Mikor egy újabb meteorzápor sújtja Smallville-t, Clark rátalál a kövekre, melyek az Északi-sarkon létrehozzák a Magány Erődjét. Az ötödik évad első epizódjában Clark megszakítja a kiképzését és visszatér Smallville-be. Mivel nem tud visszatérni az Erődbe napnyugta előtt, Jor-El megfosztja őt minden emberfeletti képességétől. Az Elrejtve (hidden) című epizódban Clarknak sikerül egy őszinte kapcsolatot kiépítenie Lanával, de nem sokkal ezután meggyilkolják, mikor megpróbálja megakadályozni a város elpusztítását. Jor-El feltámasztja fiát, de figyelmezteti, hogy ezért és engedetlensége miatt egy számára fontos személy fogja elveszíteni az életét. Clark aggodalma az Elszámolás (Reckoning) című epizódban válik valóra, melyben Lanát megölik. Clarknak sikerül visszaforgatnia az időt, de emiatt Lana helyett nevelőapját, Jonathant veszíti el, aki szívrohamban hal meg.
Az ötödik évad utolsó epizódjában Clark Brainiac-kal (James Marsters), egy emberi alakot öltött kriptoni mesterséges intelligenciával kerül szembe, aki megpróbálja szabadon engedni egy kriptoni bűnözőt, Zodot a Fantom Zónából. Clark kudarcot vall és Zod elindul, hogy uralma alá hajtsa a Földet, Clarkot pedig bebörtönzi a Zónába. A hatodik évad első epizódjában Clarknak sikerül megszöknie a Fantom Zónából, mely közben a Zóna többi foglya közül is többen elmenekülnek. Clark visszatér Smallville-be és legyőzi Zodot. A sorozat hatodik évadában Clark számára a Zóna szökevényeinek semlegesítése jelenti a legfőbb kihívást, mely mellett a fiatalember számára nagy lelki nyomást jelent Lana egyre szorosabb kapcsolata Lexszel, akik az Ígéret (Promise) című epizódban házasságot is kötnek. Az évadzáró epizódban kiderül, hogy a Fantom Zóna utolsó szökevénye egy kriptoni tudós genetikai kísérletének eredménye. A lény megtámadja Clarkot és lemásolja annak génállományát, és megpróbálja átvenni annak helyét és életét. Lana eközben látszólag felrobban. Clark a hetedik évad első epizódjában John Jones (Phil Morris) segítségével legyőzi a klónt. Eközben Kara (Laura Vandervoort) (Clark unokatestvére, aki vele együtt hagyta el a Kriptont, de egy folyóba érkezett, így nyolc évig hibernálva volt) felébred és a kormány megszerzi az űrhajóját. Clark segítségével megtalálja, de nem tudják megállítani az önmegsemmisítést.    Kiderül, hogy Kara apja, Zor-El megbízta lányát, hogy a hajóban lévő kristályt használja fel, hogy a Kripton tovább éljen a Földön. A kristály azonban a kormány birtokában van. Mindeközben kiderül, hogy Lana nem halt meg, csak megjátszotta a halálát, hogy Lex börtönbe kerüljön. A hetedik évadban fény derül rá, hogy egy Veritas nevű titkos társaság tudott megérkezéséről a Földre az első meteorzápor során, és mindemellett birtokukban van a tudás is, hogy irányítani tudják őt. A hetedik évad Clark és Lex összecsapásával végződik, melyben Lex birtokába kerül a Clarkot irányítani képes eszköz és a Magány Erődjébe is eljut. Lex bekapcsolja a szerkezetet, melynek hatására az Erőd összeomlik, maga alá temetve Lexet és Clarkot.
A Smallville nyolcadik évadának első epizódjában kiderül, hogy a gömb formájú szerkezet nem teszi lehetővé Clark irányítását, hanem megfosztja Clarkot minden erejétől. Clark orosz bűnözők fogságába esik, ahonnan Oliver Queen, a Zöld Íjász (Justin Hartley) szabadítja ki, John Jones pedig a Nap közelébe viszi Clarkot, hogy annak sárga sugarai visszaadják a fiatalember erejét. Az epizód végén Clark a Daily Planet-nél vállal munkát. Az évad folyamán Clark arra használja fel munkáját, hogy az újság információt felhasználva bűnözőket fékezzen meg a városban. Eközben feltűnik Tess Mercer, a Luthorcorp új vezérigazgatója, akit maga Lex választott ki, arra az esetre ha vele történik valami (ugyanis az Erőd megsemmisülése után Lex eltűnt).  Lana a Bride című epizódban visszatér Smallville-be, akivel Clark új kapcsolatot próbál kialakítani, miután a lány a Power című epizódban ellopja Lex egy nano-technológiát használó bio-öltözékét, mely emberfeletti erővel ruházza fel Lanát. A Requiem című epizód Clark és Lana kénytelen örökre elválni egymástól. Lana öltözékét felhasználva megakadályoz egy kriptonit-bomba felrobbanását, mely Metropolis felét megsemmisíthette volna. Az öltözék magába szívja a kriptonit sugárzását, melyet azonban ki is sugároz magából, így Lana közelsége életveszélyessé válik Clark számára. 

## Képességei a sorozatban
Clark emberfeletti képességei folyamatosan jelennek meg a sorozat előrehaladtával. Az első epizódban már sérthetetlen, uralja emberfeletti gyorsaságát és testi erejét, röntgenlátását pedig a negyedik epizódban használja először. Hőlátására a második, szuperhallására a harmadik évadban tesz szert. Clark a Smallville negyedik évadának első epizódjában repülni is képes volt mialatt vér szerinti apja, Jor-El „átprogramozta” az agyát. Miután emlékei visszatértek, elfelejtette, hogyan képes használni ezt a képességét. Clark a hatodik évadban sajátítja el a szuperfújás képességét.
Emberfeletti erején és képességein kívül azonban Clark több gyenge ponttal is rendelkezik. A „zöld meteorkövekre”, a kriptonitra való fokozott érzékenysége már az első epizódtól kezdődően nyilvánvaló. A kriptonit különböző megjelenési formái, melyek mind különböző hatást gyakorolnak Clarkra, folyamatosan bukkannak fel a sorozat előrehaladtával. A vörös kriptonit hatására Clarkban megszűnnek a gátlások, melynek hatására, nem törődve a következményekkel olyan dolgokat is képes kimondani vagy megtenni, amiket máskülönben soha nem tenne meg. A fekete kriptonit képes két külön testre szétválasztani kriptoni és emberi oldalát, az ezüst fokozottan paranoiddá teszi, a kék pedig megfosztja minden emberfeletti képességétől egészen addig, amíg a kővel érintkezik. Az évadok folyamán arra is fény derül, hogy Clark szintén védtelen különböző mágiák és földönkívüli fegyverek hatásával szemben.

## Ábrázolása
Al Gough és Miles Millar 2000 októberében kezdte el felkutatni Clark Kent szerepére a megfelelő színészt. A castingok rendezői tíz városban tartottak meghallgatásokat. Tom Welling meghallgatására csak hónapokkal a casting megkezdése után került sor. A szerepre jelentkezők között volt Jensen Ackles is, aki végül a Smallville negyedik évadában Jason Teague szerepében csatlakozott a színészi gárdához. Clark Kent szerepében Welling mellett három gyerekszínész is látható volt a szereplő gyermekkori megjelenései alkalmával. Malkolm Alburquenque alakította a hároméves Clarkot a sorozat pilot epizódjában, és a második évad Leszármazás (Lineage) című epizódjában. Brandon Fonseca alakította a fiatal Clarkot az ötödik évad Bosszú (Vengeance), valamint a nyolcadik évad Abyss című epizódjában. Az Apokalipszis (Apocalypse) című epizód történetében, egy alternatív valóságban a kamasz, emberi Clark Kent szerepében Brett Dier volt látható.
Mikor a meghallgatások egyik rendezője megkereste Tom Welling ügynökét azzal az ajánlattal, hogy a színész vegyen részt a castingon, az visszautasította a felkérését, mivel úgy érezte a szerep árthat Welling filmes pályafutásának. Valamivel később a pilot epizód rendezője, David Nutter rátalált a színész fényképére és ismételten felvette a kapcsolatot a menedzserrel. Nutternek sikerült meggyőznie Wellinget, hogy vegyen részt a meghallgatáson és hogy elolvassa a pilot epizód forgatókönyvét, ami után Welling már kész volt elvállalni a szerepert. Welling kezdetben azért nem akarta elvállalni a szerepet, mivel az alkotók nem osztottak meg túl sok információt a készülő sorozatról, a színész pedig úgy gondolta a műsor amolyan „Superman a középiskolában”-stílusú lesz, amiben azonban nem akart részt venni. A forgatókönyv elolvasása után azonban Welling belátta, hogy a Smallville nem Clark Kentről, „a szuperhősről” szól, hanem egy olyan szereplőről, aki a kamaszok hétköznapi életét megpróbálja élni.
Wellingnek nem igazán volt elképzelése, hogyan készüljön fel a meghallgatásra. Amíg várta, hogy sorra kerüljön, felismerte, hogy Clark Kent mindenekelőtt egy „középiskolás kölyök”. A színész véleménye szerint, a hős helyett „hétköznapi srácként” kellett ábrázolnia a szereplőt, mely jobban megtestesítette annak személyiségét. Úgy gondolta, hogy az így fennmaradó űrt a televíziók képernyőin a sorozat különleges látványelemi remekül betölthetik és kiegészíthetik. A meghallgatás során az egyik feladata Clark és Lana közös temetői jelenetének felolvasása volt Kristin Kreukkal. A hálózat képviselőit pedig úgy érezték, hogy a két színész között „remek az összhang”.
Mielőtt megkapta a szerepet, Welling nem igazán mozgott otthonosan a Supermant övező mitológiában. Egyik forrása az éppen akkor ismételt Lois és Clark: Superman legújabb kalandjai című sorozat azon epizódjai voltak, melyben Clark éppen kriptoni származásáról tud meg többet. Welling nyilatkozata szerint Clarkkal párhuzamosan akarta felfedezni annak örökségét, mikor az a Smallville-ben is szembesül származásával. A színész véleménye szerint fontos, hogy a szereplővel együtt tanuljon, mivel ez segíti abban, hogy az a Clark Kent lehessen, akit Al Gough és Miles Millar megálmodott. Welling úgy hiszi, hogy tudatlansága a Superman mitológia és történetek terén segíti alakítását, mivel Gough és Millar úgy hozták létre a sorozatot, hogy a korábbi történetek és a szereplő képregényekben való előélete nem fontos annak megértéséhez. A színész élvezetesnek tartja, hogy akárcsak Clarknak, neki sincs fogalma róla, hogy mi fog történni vele, leszámítva azt, hogy egyszer Supermanné válik. Mikor Welling megkapta a szerepet, számos Supermanhez kötődő ajándékkal látták el, köztük könyvekkel és játékfigurákkal, amiket azonban Welling csak a sorozat vége után szeretne felnyitni, hogy azok ne befolyásolhassák azt, ahogyan a szereplőt alakítja. Welling kezdetben hajthatatlan volt azon a téren, hogy ő nem Superman alakítására írt alá szerződést, és hogy nem is szeretné magára ölteni annak jelmezét. A színész hozzáállása a negyedik évad forgatása közben megváltozott ezen a téren, mivel úgy véli, azért kapta meg a szerepet, hogy bemutassa a szereplő fejlődését, aminek végén lehetséges, hogy fel kell vennie a harisnyát. A forgatások során Welling számos javaslattal járult hozzá, hogy az általa alakított szereplő hogyan reagáljon egyes helyzetekben. Ezek között volt például egyes jelenetek áthelyezése másik helyszínre, vagy például egyes érzelmi reakciók kiemelése.
A Smallville magyar változatában Clark Kent Markovics Tamás hangján szólal meg. Markovicsnak a Smallville-ben kapott szinkronszerepe már a harmadik találkozást jelentette a szereplővel. Az 1978-as Superman-filmben az ifjú Clarknak, az 1988-as, Az ifjú Superman kalandjai című sorozatban pedig a Superboy-nak kölcsönözte a hangját.

## A szereplő fejlődése

### A cselekmény hatásai
A sorozat kezdetén Clark még csak tanulja, hogyan élje életét, használja és uralja emberfeletti képességeit, és megtalálja azt az utat, ami mindenki számra megfelelő. Az első évad során a legfőbb törekvése, hogy mint „hétköznapi srác” beilleszkedjen, és hogy jól kijöjjön barátaival. Ezt azonban megnehezíti és beárnyékolja az a tény, hogy titkát nem oszthatja meg senkivel, aki fontos számára. Tom Welling jellemzése szerint Clarkot hatalmas felelősség terheli, aki nem választhatta meg, hogy akarja-e ezeket a képességeket. Ez a felelősség csak kolonc a számára, amivel meg kell birkóznia. „Azt kívánja bárcsak elmúlna ez az egész, hogy élete normális lehessen. Ez a dilemma a szereplő része, amitől olyan érdekes őt játszani.” – mondta Welling. A színész emellett azt is kihangsúlyozta, hogy a sorozat nem arról szól, hogy Clark hogyan lesz mindig a nap hőse. A sorozat lényege, hogy Clark hogyan használja fel ezeket a képességeket, hogy segítsen azokon, akiktől ez a képessége elidegeníti. Ennek megfelelően Clark harmadik évad végén úgy érezte, hogy a döntés, miszerint elhagyja Smallville-t és engedelmeskedik Jor-El akaratának, hosszú távon mindenkit sok fájdalomtól kímélne meg.
Ha nem harcolhatsz ellenük, akár csatlakozhatsz is hozzájuk … ő a kisebbik rosszat választott mikor Jor-Ellel tartott. Úgy gondolom, ez a gondolat nagyjából összegzi a döntését. Az élet során gyakran eléred azt a pontot, amikor azt gondolod ’Már nem tudok ez ellen tovább harcolni. Nem tehetek ellene semmit, úgyhogy jobb ha egyszerűen felkelek az ágyból és indulok a munkába!’ Bizonyos értelemben pontosan ez az, amit Clarknak is tennie kellett. Valahogy meg kellett próbálnia szembenéznie azzal, ami annyi fájdalmat okozott okozott számára, és egyben mások számára is. Talán úgy gondolta, hogy ha most mindenkinek egy kisebb fájdalmat okoz, hosszú távon megkímélheti őket a még nagyobb fájdalomtól.
Egy szintén meghatározó pont a szereplő történetében az, mikor Clark úgy dönt a negyedik évadban, hogy beáll az iskola focicsapatába. Ez a döntés az évad felében feszültté teszi a kapcsolatát nevelőapjával, Jonathannal. Darren Swimmer író, erre visszautalásként tekint az első évad Forrófej (Hothead) című epizódjára. Mikor Clark Jonathan határozott véleménye ellenére mégis belép a csapatba, elérkezik az a pillanat, mikor Jonathan belátja, hogy megbízhat fiában, hogy képes kordában tartani az erejét és nem fog megsebesíteni másokat. Todd Slavkin író ezt úgy értékeli, hogy Clarknak végre sikerült kilépnie apja árnyékából. Az ötödik évad során két további jelentős esemény következik be Clark fejlődésében. Az első, mikor Clark elveszti emberfeletti képességeit, amiért nem tud időben visszatérni Jor-Elhez, hogy folytassa a kiképzését. Clark emberré, halandóvá válik. Welling véleménye szerint ezáltal Clark képes volt többet megtudni arról, hogy mit jelent testileg is embernek lenni, nem csak érzelmileg. A tapasztalat jelentősebbé tette számára az erejét, melyek, miután visszatértek, rádöbbentették őt, hogy milyen felelősséget is jelentek számára azok. A második, igen drámai pont a sorozat századik epizódjában jött el Clark számára, mikor elveszíti apját. Az alkotók úgy hozták meg a döntés Jonathan haláláról az ötödik évad során, hogy Clark ezáltal arra az útra léphessen, amit a sors neki rendelt. Gough magyarázata szerint az ötödik évad során Clark fiúból férfivá érik, aki szembenéz a végzetével. Hogy idáig eljusson, a tanítójának meg kellett halnia, hogy senki ne legyen ott aki „támogathassa” vagy „védelmezhesse” a világtól. Welling a századik epizódot lehetőségnek tekintette a szereplő számára, hogy változzon és fejlődjön. Jonathan Kent alakítója, John Schneider hasonlóképpen vélekedik az eseményről. A színész meglátása szerint Jonathan halála ösztönzi Clarkot, hogy elinduljon a saját sorsa felé. Jonathan önfeláldozása nagy űrt hagy maga után Clarkban. Hogy ezt az űrt végül betölthesse, Clarknak Supermanné kell válnia. Schneider véleménye szerint, ha Jonathan nem az az ember lett volna aki, mikor elérkezett volna a pillanat, mikor a világnak szüksége lett volna Supermanre, Clark nem lett volna képes magára vállalni a feladatot, mivel nem vette volna észre, hogy a világnak szüksége van rá.
Holly Harold író meglátása szerint a Zöld Íjász (Justin Hartley) bemutatása a hatodik évad során szintén további lökést adott Clarknak, a felnőtté válás felé. Clarknak lehetősége volt látni, hogy mások hogyan képesek egy másik út bejárásával, és némely erkölcsi meggondolás áthágásával bejárva elérni ugyanazt a célt, amit ő is szeretne. Clarkot ez arra sarkallja, hogy átértékeljen néhány dolgot, és azokat az ellenkező oldalról szemlélje. A hatodik évad végső tanulsága Clark számára, hogy az emberi oldala fogja őt hozzásegíteni ahhoz, hogy azzá a hőssé váljon, aminek rendeltetett. Turi Meyer író Clarkot ezen a ponton „nemsokára Acélember”-ként jellemzi. Clark a meteorkövek által megfertőzött gonosztevőktől minden epizódban tanul valamit arról, hogyan ne használja képességeit. A későbbi évadok folyamán Clark azzal is szembesül, hogy azok, akik a jó érdekében használják fel adottságaikat, szintén követhetnek el megkérdőjelezhető tetteket, mint például Arthur Curry (Alan Ritchson) vagy Andrea Rojas (Denise Quiñones), akiket Clark megpróbál a „helyes útra terelni”. Ezek az epizódok visszaidézik Clark szüleinek hatását fiúkra, akik arra próbálták tanítani őt, hogyan használja képességeit. Clark az Igazság (Justice) című epizódban azt is megtanulja, hogy nem oldhat meg mindent egymaga. Ez szintén igen fontos tanulság számára, bár az epizód végén mégis úgy dönt, hogy nem csatlakozik Oliver Queen, a Zöld Íjász csapatához. Meyer véleménye szerint ez annak a jele, hogy Clark még mindig vonakodik teljesen elfogadni a sorsát, amit viszont végül meg kell tennie ahhoz, hogy magára ölthesse a köpenyt és Supermanné válhasson.

### Jellemzése
Gough és Millar alapgondolata a sorozat megalkotásakor azt volt, hogy annak főhősét, Clark Kentet egészen Superman gyökereiig lecsupaszítsák, és bemutassák azokat okokat, amiét Clark végül Supermanné vált. A Smallville-ben szereplő Clark alapvető jellemvonása az esendőség. Gough magyarázata szerint megpróbálták úgy bemutatni Clarkot, mint aki nem mindig a helyes döntést hozza meg, és ennek természetesen következményei vannak. Gough példaként Clark Jor-El elől való menekülését és kriptoni küldetésének elutasítását hozta fel. Ezek a döntések még nagyobb bajba sodorták Clarkot, mellyel több embernek is okozott szenvedést, vagy mint nevelőapja, Jonathan Kent esetében, halált. A szereplőt alakító Welling egyetért Gough meglátásában, melyet azzal egészített, hogy Clark hibás döntése emberként mutatják be őt. Bár Clark több hibás és rossz döntést is hoz, a negyedik évad Aqua című epizódjának eseményei azt példázzák, hogy Clark „a velejéig jó”. A történet bemutatja, hogy Clark akkor is képes másvalakit a védelmébe venni, ha azt egyébként irritálónak tartja. Az Aqua esetében Clark megpróbálja figyelmeztetni Lois-t, hogy Arthur Curry nem egészen az, akinek tartja. Julia Waterhous, a Seattle Times' írója cikkében szintén kiemeli, hogy Clark hibái ellenére „a velejéig jó”, mivel minden esetben a mások érdekét nézi. A Lanát alakító színésznő, Kristin Kreuk véleménye szerint Clark „rokon lélek”, aki szomorú, magányos és gyengéd; John Schneider olyan gyerekként jellemzi a szereplőt, akinek „különleges gondoskodásra” van szüksége.
Akárcsak a képregények oldalain megjelenő megfelelője, a Smallville-ben szereplő Clark Kentet is gyakran tekintik Jézus Krisztus szimbolikus megtestesítőjének. A televíziós sorozatban már a pilot epizód egyik jelentében is igen egyértelműen látható ez a társítás, melyben Clarkot egy madárijesztő keresztfájához kötözik mikor iskolatársai lehúzzák. A Pittsburgh Post-Gazette írója, Rob Owen cikkében a Krisztust-idéző jelenettel kapcsolatban megjegyezte, hogy „Hát csoda, hogy Clarkot is felkötözék, hiszen Supermant is azért ’küldték ide, hogy megmentsen minket’?”. Owen véleményét osztva, Judge Byun is hasonlóképpen vélekedik és Supermant a népszerű kultúra Jézus Krisztus világi megfelelőjének, messiás-figurájának nevezte. A sorozat ezt igen kirívó módon ábrázolja a pilot epizódban, melyben Clarkot szimbolikusan keresztre feszítik egy kukoricatábla közepén. Ez az igen meghökkentő ábrázolás a sorozat központi elemévé válik; Clark a megmentő, aki feláldozza magát egy magasabb jó érdekében. A Smallville sorozata pedig azt a folyamatot mutatja be, melynek során Clark elfogadja ez a szerepet.
Az alkotó stáb a felvételek során a szereplők ábrázolására a színek összeállítását és a kameramozgást is felhasználta. A Smallville Clark szemszögéből nézve tárja a néző elé a sorozat eseményeit, így a színek és a kameraállások is mind Clark látásmódját tükrözik. Mikor biztonságban, az otthonában tartózkodik a föld-színek egy „meleg és gyengéd” környezetet teremtenek, melyet a kamera „lágy mozgása” egészít ki. Mikor Clark valódi mivoltát leplezi, de nem fenyegeti veszély, a megvilágítás és a fények jóval természetesebbek és a kamera is többet van mozgásban. Mikor veszély lengi körül, a fények hidegebbek és a kameramozgás pedig gyorsabb és több „szélsőséges állást” használt. A vörös, a sárga és a kék Clark színei, utalva a klasszikus Superman-öltözék színösszeállítására. Clarkra emellett „Amerika színei”, vagyis a vörös, a fehér és kék is jellemzőek.

### Kapcsolatai
Clark kapcsolatai a sorozat más szereplőivel folyamatosan fejlődik és változik. Lex Luthorral való viszonya szimbolikus jelentéssel bír, egyfajta „jin és jang”-kapcsolat. A pilot epizódban Clark megmenti Lex életét, mikor annak kocsija a víz alá merül egy balesetben; az epizód végén Lex menti meg Clark életét, mikor azt egy madárijesztő tartórúdjához kötözték, egy meteorkő pedig védtelenné tette. A közte és Lex közötti kapcsolatot, akárcsak Lanával az első hat évadban, az őszinteség hiánya teszi próbára. Az őszinteség hiánya azonban Lex esetében kétoldalú . Mindkét szereplő szeretne teljesen őszinte lenni a másikkal, de tudják, hogy ezt nem tehetik meg, és ez végig jelen van a barátságukban.
Lana Langgel való viszonya a Smallville központi kapcsolatai közé tartozik. Clark Lanával való első igazi beszélgetése során az iskolán kívül, a pilot epizód temetői jelenetében, rájön hogy talált valakit, aki megérti őt, és akivel beszélhet, még akkor is, ha nem olyan nyíltan, ahogyan szeretne. Bár Clark közel áll Lanához, a félelme, hogy a lány „kiutasítja őt az életéből” ha megtudja a titkát, hogy azzal a meteoresővel érkezett a Földre, mely megölte Lana szüleit, visszatartja attól, hogy olyan közel kerüljön hozzá, amennyire lehetne. A kettejük közötti feszültség forrása az őszinteség hiánya. Judge Byun a sorozat első évadának ismertetőjében felteszi a kérdést, hogy Clarknak hogyan lesz hely a szívében Lois Lane számára, hiszen a szereplő érzelmileg végig az évad során Lana és Chloe között vergődik.
Lana udvarlójának a távozása után az első évad végén, az ajtó megnyílik Clark számra. Tom Welling véleménye szerint az alkotók ennek ellenére azért tartották távol továbbra is egymástól Clarkot és Lanát, hogy elkerüljék a televíziós sorozatok széles körében elterjed szerelmi kliséket. Miután a két fiatal egy rövid ideig együtt volt az ötödik évad során, Clark nem képes feldolgozni magában, hogy Lanát Lex karjaiban látja az évad vége felé. Welling nyilatkozata szerint Clark elfogadta, hogy engedje Lanát, hogy meghozza a saját döntéseit és ne álljon a lány útjába, de Lexet veszélyesnek tartja, aki kockáztatja Lana biztonságát. Eltekintve ettől, Clark megtanulta, hogy a hősök magányos útját járja. A Lana és Lex közötti kapcsolat elfogadása a sorozat hatodik évadában is problémát jelent számára. Az évad során az írók „érzelmi présbe” rakják Clarkot, mikor Lana elfogadja Lex házassági ajánlatát. Kelly Souders író nyilatkozata szerint, ezzel beteljesül Clark legnagyobb félelme; a nő, akit szeret, hozzámegy a legádázabb ellenségéhez.
Lana mellett Clark kapcsolata Lois Lane-nel, a képregények oldalain jövendőbeli feleségével, is egyre szorosabbra fűződik a sorozat folyamán. Az ötödik évad során „megolvad a jég” a két szereplő között, de a kisebb összetűzések továbbra is jellemezik a kapcsolatukat. Darren Swimmer, a sorozat egyik executive producere úgy gondolja, hogy a nézők szemtanú lehetnek, ahogyan a két szereplő között egyre nagyobb vonzalom alakul ki, és azt, hogy mindketten ott lesznek a másik számára. A Lois Lane-t alakító Erica Durance véleménye szerint Lois az ötödik évad során kinevetne minden feltételezést, miszerint romantikus érzése vannak Clark irányában, még ha ezek a feltevések igazak is lennének. A hatodik évadban Durance Lois és Clark kapcsolatát úgy írja körül, hogy azt véleménye szerint egyik szereplő sem szeretné hivatalosan kategorizálni. A sorozatnak ezen pontján a színésznő véleménye szerint Clark és Lois is egyaránt meg vannak elégedve a közöttük lévő „testvéri barátsággal”, melyet követően megpróbálják kipuhatolni, hogy a másik hogyan érez. Durance véleménye szerint Loise a nyolcadik évadban már kezdi elfogadni azt a gondolatot, hogy talán jobban kötődik Clarkhoz, mint bármelyik férfihoz az életében.

## Kritikák és a szereplő megítélése
Tom Welling Clark Kent alakításáért 2002-ben jelöltje volt a Szaturnusz-díj „legjobb színész televíziós sorozatban”-kategóriájának (Best Actor in a Television Series). A 2002-es jelölést követően a színész még négy éven át, 2006-ig folyamatosan a Szaturnusz-díj várományosai között volt ebben a kategóriában. 2002-ben Welling elnyerte a Teen Choice-díjat a „Choice Breakout TV Star”-kategória férfi jelöltjei között a Smallville első évadában nyújtott alakításáért. Akárcsak a Szaturnusz-díj esetében, Welling 2006-ig a Teen Choice-díj azonos kategóriájában szintén folyamatosan a jelöltek között volt. 2008-ban ismét jelölték Wellinget a Teen Choice-díjra. 2006-ban Welling és Kristin Kreuk a Teen Choice-díj közös jelöltjei voltak a „legszebb pár”-kategóriában (Most Beautiful Couple).
A DVD Verdict írója, Bryan Byun a sorozat ismertetőjében úgy vélekedett, hogy nem tudna elképzelni más színészt, aki jobban megfelelne a „szuperképességekkel rendelkező farmerfiú” alakítására, mint Tom Wellinget, annak „őszinte arcával és jóságos tekintetével”. Byun azt is megjegyezte, hogy Welling nem csak testalkatában hasonlít Christopher Reeve-re, de rendelkezik annak határozott vonzerejével, mely Reeve-et tökéletesség tette Superman megformálására. Ron Hedelt, a The Free Lance–Star írója Welling alakítását Christopher Reevéhez hasonlította, akinek sikerült Clarkot „kedves és szerény kamaszként eljátszania”, mely mellett a szereplő belső vívódását is remekül megjelenítette. A Comics2Film egyik írója, Rob Worley szintén kiemelte Welling Reeve-re való testi hasonlóságát. Worley véleménye szerint Tom Welling igazi mélységet ad a szereplőnek azzal a meggyőző játékával, melyben a szereplő beilleszkedési vágyát megjeleníti.
Julia Waterhous a Seattle Times cikkében a Smallville-ben látható Clarkot és a 2006-os Superman visszatér című mozifilmben szereplő, Brandon Routh által alakított Clark hasonlította össze. Megítélése szerint a Smallville-ben szereplő Clark belső nyugtalansága, hogy nem képes megosztani a titkát a szeretteivel, és az a tény, hogy bárkiről is legyen szó, előbb mindig azok érdekeit helyezi a sajátjai elé, mindvégig „tiszta és jó” marad, melynek hatására a nézők azonosulhatnak a szereplővel, mely tényező a mozifilmből néha hiányzott. Az Associated Press cikke szerint Tom Welling alakítása a Smallville-ben olyan népszerűvé tette őt a rajongók körében, hogy azok szívesebben látták volna őt a Szuperman visszatér címszereplőjeként, mint Brandon Routh-ot.

## Lásd még
- Clark Kent – a DC Comics képregényeinek szereplője
- Superman